# セルジ・パレンシア
セルジ・パレンシア・ウルダート（Sergi Palencia Hurtado、1996年3月23日 - ）は、スペイン・バルセロナ出身のサッカー選手。メジャーリーグサッカー・ロサンゼルスFC所属。ポジションはディフェンダー。

## 経歴

### バルセロナ
カタルーニャ州バルセロナ県のバダロナで生まれ、8歳の時、CFバダロナのカンテラに加入する。2006年、FCバルセロナの下部組織であるラ・マシアのベンハミンBへと移る。
2015年3月29日、フベニールA所属のとき、CDテネリフェと戦うバルセロナBに招集され、その試合に出場してプロデビューを果たした。その後はBチーム登録となり、このシーズンでは11試合2得点という記録を残したが、チームはセグンダ・ディビシオンBへと降格してしまった。
2016年8月10日、チームのキャプテンを任され、翌年の8月7日には、クラブとの契約を2020年まで延長した。

#### ボルドー
2018年8月18日、グスタボ・ポジェ率いるFCジロンダン・ボルドーへと期限付き移籍をした。

### サンテティエンヌ
2019年7月5日、ASサンテティエンヌへと完全移籍した。

#### レガネス
2020年9月28日、CDレガネスへローン移籍。

#### LAFC
2023年2月2日、メジャーリーグサッカーのロサンゼルスFCにフリーで加入。サンテティエンヌで共にプレーしたデニス・ブアンガと再会することとなった。